# Andreï Boreïko
Pour les articles homonymes, voir Boreïko.
Andreï Viktorovitch Boreïko (en russe : Андрей Викторович Борейко) est un chef d'orchestre russe né à Leningrad le 22 juillet 1957.

## Discographie sélective
- Lamentate d'Arvo Pärt avec Alekseï Lioubimov au piano et l'orchestre symphonique de la Radio SWR de Stuttgart chez ECM Records, 2005.
- Symphonie n°6 de Valentin Silvestrov avec l'orchestre symphonique de la Radio SWR de Stuttgart chez ECM Records, 2007.